# Fatima El-Mamouny
Fatima Zahra El-Mamouny, nota anche con lo pseudonimo di Elmamouny (in arabo  فاطمة الزهراء الماموني‎?; Rabat, 20 luglio 1999), è una danzatrice marocchina che ha rappresentato il Marocco ai Giochi della XXXIII Olimpiade nella gara femminile di break dance.
La El-Mamouny, insieme al connazionale Bilal Mallakh, è stata la prima ballerina di break dance africana a qualificarsi alle Olimpiadi.

## Biografia

### Carriera
La El-Mamouny ha iniziato a praticare break dance dai primi anni 2010, esibendosi inizialmente per le strade con alcuni amici. La stessa ha dichiarato di amare questa disciplina per via della sua diversità, per la mancanza di barriere di alcun tipo, anche quelle di genere, e per la sicurezza che le trasmette.
Nel 2019 ha vinto il Red Bull BC One Cypher, garantendosi un posto per la finale di Mumbai.
Nel marzo 2023 Fatima ha vinto il titolo nazionale marocchino di break dance. In seguito, nel maggio 2023, ha vinto il primo Campionato africano di break dance della World DanceSport Federation, vittoria che le ha concesso un posto alle Olimpiadi di Parigi 2024. Inoltre, ciò le ha permesso di diventare uno dei primi due ballerini di break dance a qualificarsi alle Olimpiadi, insieme al connazionale Bilal Mallakh.
Ai Giochi della XXXIII Olimpiadi di Parigi, Fatima ha concluso la sua gara in 15ª posizione, venendo eliminata alla fase a gironi e perdendo contro la cinese Ying Zi, l'italiana Anti e la giapponese Ami.

## Palmarès
| Anno | Manifestazione      | Evento | Sede   | Risultato | Fonte |
| ---- | ------------------- | ------ | ------ | --------- | ----- |
| 2023 | Campionati africani | B-Girl | Rabat  | Oro       | [ 8 ] |
| 2024 | Giochi olimpici     | B-Girl | Parigi | 15°       | [ 9 ] |